# برونخورست
برونخورست (به هلندی: Bronkhorst) یک منطقهٔ مسکونی در هلند است که در برونک‌هورست واقع شده‌است. برونخورست ۱۵۷ نفر جمعیت دارد.